# Dschaisch al-Fatah
Dschaisch al-Fatah (auch Jaish al-Fatah; arabisch جيش الفتح Dschaisch al-Fath, DMG Ǧaiš al-Fatḥ ‚Armee der Eroberung/Armee des Sieges‘) ist eine militärische Allianz im Bürgerkrieg in Syrien, die sich aus einer Reihe von syrisch-islamistischen Rebellengruppen zusammensetzt. Sie erklärte ihre Gründung am 24. März 2015. Das primäre Ziel dieser Allianz ist der Sturz der Regierung von Baschar al-Assad.

## Entwicklung seit Gründung der Allianz
Am 23. März startete die Allianz eine Offensive und eroberte am 25. April 2015 im Kampf um Idlib 2015 die Hauptstadt des gleichnamigen Gouvernement Idlib.
Ende April 2015 startete Jaish Al-Fatah erneute eine Offensive in der Umgebung der Stadt Dschisr asch-Schughur und eroberte diese strategisch wichtige Stadt am 28. April 2015 in Kooperation mit der Freien Syrischen Armee.
Am 28. Mai 2015 wurde die Stadt Ariha und die in sich in der Umgebung befindlichen Dörfer, laut der Syrischen Beobachterstelle für Menschenrechte von der Rebellenallianz innerhalb von nur 3 Stunden komplett erobert.

## Organisation und Einsatzgebiete

### Gründung durch die Türkei
Die Dschaisch al-Fatah galt nach Einschätzung des Atlantic Council als ein von der Türkei geführtes Projekt, das als Teil einer neuen Strategie mit Saudi-Arabien im Jahr 2015 zum Sturz von Präsident Assad erdacht wurde, nachdem die Vereinigten Staaten keine islamistischen Gruppen unterstützen wollten.

### Aufbau
Die Dschaisch-al-Fatah-Koalition ist nach dem Vorbild der südlichen Front der Freien Syrischen Armee aufgebaut und soll wie diese primär die Assad-Regierung bekämpfen. Die Ahrar al-Scham sind die größte Rebellengruppe innerhalb von Dschaisch al-Fatah, des Weiteren gibt es kleine Bataillone der Muslimbrüder (Syrien) und darüber hinaus besteht die Koalition aus Teilen der Al-Nusra-Front. Die Allianz kooperiert mit der  Freien Syrischen Armee und untersteht dem Oberkommando der Islamischen Front.
Dschaisch al-Fatah ist hauptsächlich im Gouvernement Idlib und in kleinen Teilen im Gouvernement Hama und Gouvernement Latakia aktiv.